# Fotios I av Konstantinopel

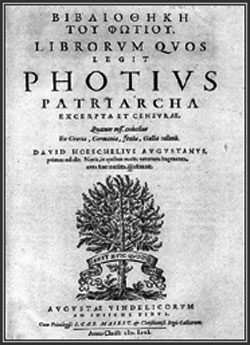
Omslaget till en senare utgåva av Fotios Bibliotheke.

Fotios (grekiska: Φώτιος, Fōtios), född cirka 815, död cirka 893, var patriark av Konstantinopel 858–867 och 877–886. Han skrev också verket Bibliotheke (grekiska: Βιβλιοθήκη = Bibliotek) eller Myriobiblos (grekiska: Μυριόβιβλος = "Tio tusen böcker") i vilket han sammanfattade och fällde omdömen om 279 verk av andra författare som han hade läst. Fotios ses som den mest inflytelserike patriarken i Konstantinopel efter Johannes Chrysostomos.
Fotios far hette Sergios och var spatharios – kejserlig livvakt. Enligt Symeon Magister var hans mor en förrymd nunna och Fotios kan därför möjligen ha varit av utomäktenskaplig börd. Redan som ung man började Fotios undervisa i grammatik, filosofi och teologi, samt skissa på sitt verk Bibliotheke eller Myrobiblos. 
På grund av att hans bror gifte sig med kejsarens moster, kunde Fotios snabbt avancera och blev kejserlig sekreterare och protospatharios – kapten för den kejserliga livvakten. År 838 sändes han som ambassadör till Bagdad, och på juldagen 857 utnämndes han till  patriark av Konstantinopel och kom därmed att bli delaktig i schismen mellan den katolska och ortodoxa kyrkan. 
I oktober 867 blev Fotios dock avsatt som patriark och efterträddes av Ignatius av Konstantinopel. Han förvisades till klostret Stenos vid Bosporen, där han tillbringade sju år. Men han lyckades ta sig tillbaka till Konstantinopel och, när Ignatius dog år 877, kunde Fotios återta sin tidigare position som patriark. År 886 hamnade Fotios emellertid åter i onåd då han anklagades för högförräderi, och han kom på nytt att förvisas. Han tillbringade sina sista år i livet i ett kloster – vilket är dock inte känt.
Fotios är måhända mest känd för att ha skrivit verket Bibliotheke eller Myrobiblos. Detta verk innehåller 279 epitomer av böcker han läst. Många av dessa är numera förlorade och Fotios beskrivningar är därför av visst värde.
Fotios skrev även ett lexikon, och ett stort antal teologiska verk, varav Amfilochia (grekiska: Αμφιλοχία) är det mest kända. Dessa verk är ofta kritiska mot påven. Även ett rätt stort antal av Fotios brev finns bevarade.